# Herman Berman
Herman Berman, död omkring 1440, var en svensk väpnare och krigare.
Berman var troligen av tysk härkomst, och innehade vid Engelbrektsresningen flera egendomar i Östergötland. Han anslöt sig 1434 till upprorsmännen, och erövrade de småländska fogdeborgarna Rumlaborg, Trollaborg och Piksborg samt trängde in i Halland. Senare stod han troget på Karl Knutssons (Bonde) sida och utförde för dennes räkning flera militära uppdrag under 1430-talets sista hälft.
Han ledde belägringen av Stegeborgs slott 1439 tillsammans med Erengisle Nilsson den yngre.
Gifte sig senast 1432 med Gunilla Håkansdotter.